# Takin’ Over the Asylum
Takin’ Over the Asylum (Aussprache etwa: [teːkhn] [oː(v)əɾ] [ðiː] [əˈsaɪləm] ; dt. sinngemäß „Machtübernahme in der Anstalt“) ist eine mit vier BAFTA Awards ausgezeichnete sechsteilige Miniserie der BBC Scotland von 1994.
Die Tragikomödie handelt von einem erfolglosen Isolierglasvertreter und Amateur-DJ (Ken Stott), der sich als Radiomoderator für den hausinternen Sender einer geschlossenen Psychiatrie in Glasgow (das fiktive St Jude’s Asylum) wiederfindet. Dort trifft der Alkoholiker auf Menschen mit sehr unterschiedlichen Leiden und Eigenarten, allen voran der manische Campbell (David Tennant), welcher ihm beim Aufbau des Senders tatkräftig und enthusiastisch unter die Arme greift. Die Miniserie erhielt zahlreiche Auszeichnungen und durchweg positive Kritiken. Den seither auch international bekannt gewordenen Hauptdarstellern David Tennant und Ken Stott verhalf sie im Vereinigten Königreich zum Durchbruch vor der Kamera. Stott hatte sich zu diesem Zeitpunkt bereits als Theaterschauspieler und Ensemblemitglied der Royal Shakespeare Company einen Namen gemacht. Tennant hatte erst kurz zuvor sein Studium an der RSAMD abgeschlossen, für ihn wurde der Sechsteiler zum Sprungbrett ans Londoner Theater und ebenfalls zur RSC.

## Hintergrund

### Hauptfiguren
- Edward „Eddie“ McKenna (Ken Stott) – 38-jähriger vom Leben frustrierter Isolierglas-Verkäufer für Twinview Windows, Alkoholiker, aufstrebender Discjockey im St. Jude’s Mental Hospital
- Campbell Bain (David Tennant) – 19-jähriger BAS-Patient (Diagnose F31.1), enthusiastischer Helfer McKennas bei Aufbau und Unterhaltung des Krankenhausfunks, erwählt DJ zum neusten Berufswunsch, was seinem Vater nicht gefällt
- Francine Boyle (Katy Murphy) – Langzeit-MDD-Patientin mit selbstverletzendem Verhalten (Diagnosen F32.2/F32.3/X84), zu der McKenna sich stark hingezogen fühlt
- Fergus MacKinnon (Angus Macfadyen) – Elektro-Ingenieur mit Schizophrenie (Diagnosen F20.0/F20.4), der aus Langeweile regelmäßig neue Wege findet, aus der Klinik auszubrechen, jedoch stets nach kurzer Zeit zurückkehrt
- Rosalie (Ruth McCabe) – Hausfrau mittleren Alters mit OCD (Diagnose F42.2), führt einen Ein-Frau-Krieg gegen sämtliche Keime auf Erden seit dem Tod ihres kleinen Sohnes an Leukämie

### Produktion

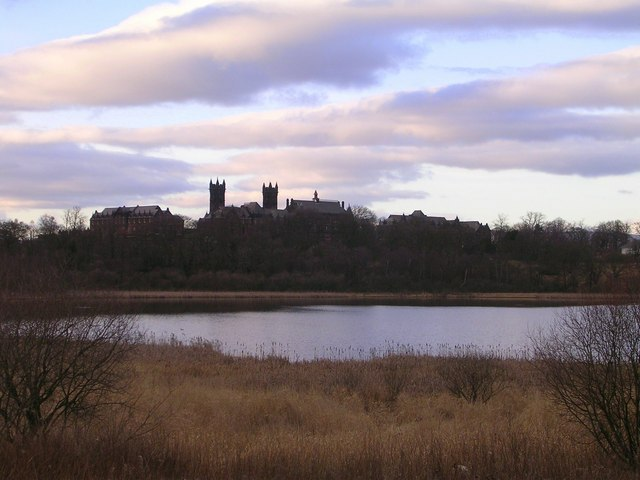
Bishop Loch am Gartloch Hospital

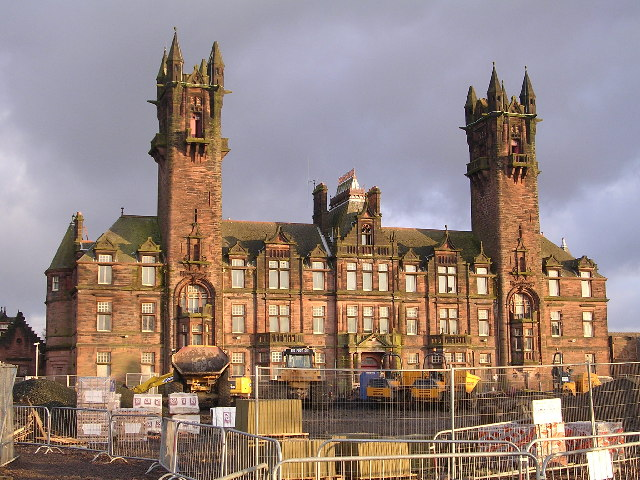
Gartloch Mental Hospital

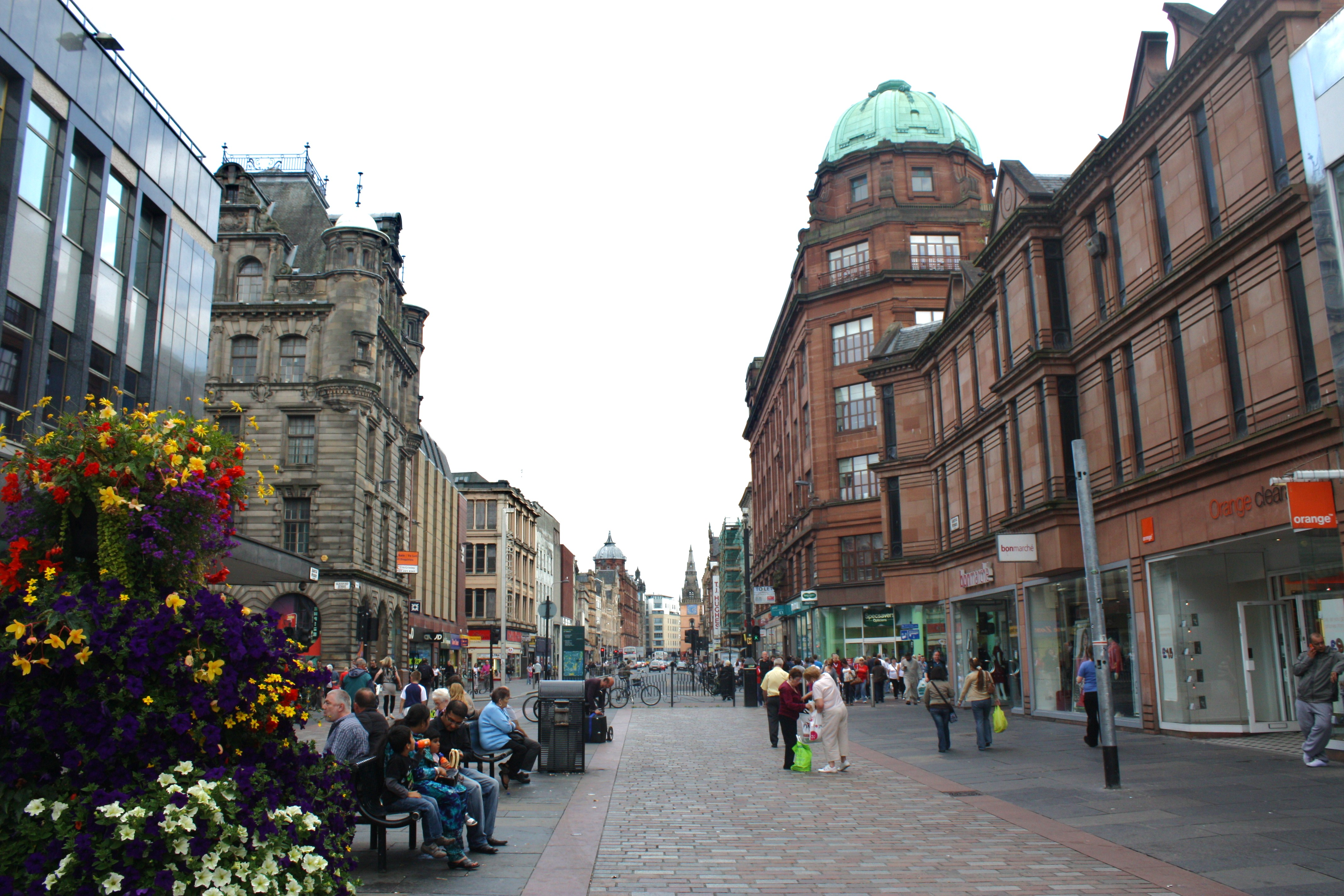
Argyle Street, Blick auf Tron Steeple (Glasgow Cross). Merchant City, Glasgow, Schottland.

Geschrieben wurde der Sechsteiler von Donna Franceschild. Die US-amerikanische Autorin kam um 1980 nach London und zog 1983 mit ihrem damaligen Freund nach Schottland, wo sie als writer-in-residence (vgl. Stadtschreiberin) neue Heimat fand. Seither verfasste sie fast sämtliche Werke in schottischer Mundart (mit Ausnahme der nordirischen BBC-Miniserie Eureka Street, wobei es sich aber um einen ähnlichen Dialekt handelt). Regie führte David Blair, die Produktion für BBC Scotland übernahm Chris Parr.
Handlungsort ist die fiktive Klinik St Jude’s Asylum (der Hl. Judas gilt als Schutzpatron der Verzweifelten und hoffnungslosen Fälle), gefilmt wurde in der ehemaligen psychiatrischen Einrichtung Gartloch Hospital. Die Dreharbeiten waren die letzte Verwendung der Räumlichkeiten vor der endgültigen Schließung des Krankenhauses im Jahr 1996. Da das Gebäude sonst nicht mehr verwendet wurde, gewährten die Inhaber der BBC freien Spielraum bei den Dreharbeiten. Es konnten also größere Umbauten vorgenommen werden (Beschränkungen gab es durch den Kategorie-A-Denkmalschutz) und die Zeiteinteilung beim Dreh war derart flexibel, dass die viele Szenen in der richtigen Reihenfolge gefilmt werden konnten, was bei Filmproduktionen sonst völlig undenkbar und ein Privileg des Theaterschauspiels ist. Einige Außenaufnahmen entstanden in der Innenstadt Glasgows, darunter mehrere Szenen, in denen Eddie als Isolierglasvertreter Hausbesuche macht. In Glasgows größter Einkaufsmeile, der Fußgängerzone an der Argyle Street, versuchen Campbell, Fergus und Ruth in Folge 3, die Aufmerksamkeit von Presse und Anwohnern für ihren neuen Radiosender zu gewinnen (vor Ort gefilmt).

### Musik
Jede Folge ist nach einem bekannten Pop-Song benannt, der auch innerhalb des Handlungsstranges der jeweiligen Episode eine Rolle spielt und mindestens einmal über den Krankenhausfunk gesendet wird.
1. Hey Jude (The Beatles)
2. Fly Like an Eagle (Steve Miller)
3. You Always Hurt the One You Love (Pop-Standard von Allan Roberts und Doris Fisher)
4. Fool on the Hill (The Beatles)
5. Rainy Night in Georgia (Brook Benton)
6. Let it Be (The Beatles)

Wie für Titellieder üblich, werden sie außerdem jeweils zum Abspann gespielt. Eine Ausnahme bildet Folge 3, in der zum Abschluss der Beatles-Hit I Want to Hold Your Hand gespielt wird. In Folge 5 wird Rainy Night in Georgia ebenfalls nur am Anfang gespielt, zum Abspann folgt Try a Little Tenderness von Harry M. Woods.
Insgesamt finden sich in der Serie viele musikalischen Bezüge, insbesondere auf die Beatles. Neben dem Titel der ersten, vierten und abschließenden sechsten Episode enthält der Soundtrack viele weitere Beatles-Hits, außerdem findet sich beispielsweise der Name der Klinik im Beatles-Titel Hey Jude wieder. Der Tonschnitt der Miniserie unterscheidet sich deutlich von den meisten anderen Film- und Fernsehprogrammen, denn es wird unablässig zwischen Filmmusik/Soundtrack (Hintergrund) und O-Ton-Musik (handlungsintegriert) überblendet. D. h. ein für den Soundtrack verwendetes Lied wird beispielsweise erst als Filmmusik eingespielt, dann im Krankenhausfunk gespielt – mit entsprechend reduzierter Tonqualität durch knarzende Boxen – und wechselt dann nahtlos zurück zum traditionellen Soundtrack im Hintergrund, während im Vordergrund die Handlung weiterläuft. Aufgrund einer Urheberrechtsproblematik bezüglich der verwendeten Musik in Australien und Kanada erhielt Junior Campbell (der schon die Filmmusik zur Miniserie schrieb) den Auftrag, Coverversionen der meisten im Soundtrack verwendeten Hits aufzunehmen. Diese ersetzten die Originalstücke sowohl in sämtlichen internationalen Fernsehausstrahlungen (außer UK) als auch in der DVD-Version. Die einzige Ausnahme bildet Rainy Night in Georgia, für welches die BBC weltweit die Verwendungsrechte einkaufte und welches daher in allen Versionen im Original zu hören ist.

### Casting
Die Suche nach einem geeigneten Darsteller für die Hauptrolle des Eddie McKenna hatte das Castingteam schon fast aufgegeben und wollte die Suche auf England ausweiten. Franceschild bezeichnete die mögliche Besetzung der Rolle durch einen Engländer als „eine echte Schande“ und machte das Team auf den noch recht unbekannten (da hauptsächlich am Theater tätigen) Kenneth Stott aufmerksam, den sie kurz zuvor auf der Bühne im Stück Through the Leaves gesehen hatte. Produzent Chris Parr hatte bereits einmal mit Stott zusammengearbeitet und war sofort einverstanden. Auch Regisseur und Casting Director hatten ihn bereits in verschiedenen Inszenierungen gesehen und willigten schnell ein, ihm die Rolle anzubieten. Auch Katy Murphy und einige der Nebendarsteller waren der Casterin und den anderen Entscheidern bereits bekannt und erhielten das Rollenangebot ohne ein weiteres Bewerbungsverfahren.
Die Besetzung der jungen Hauptfigur Campbell erwies sich als schwierig, für die komplexe Darstellung der manisch-depressiven Schlüsselrolle wurde zuerst vergeblich nach möglichst erfahrenen Schauspielern gesucht. Regisseur David Blair, der bereits bekannt dafür war, vielversprechenden aber noch unerfahrenen Darstellern eine Chance zu geben, hatte ein Jahr zuvor eine kleine Rolle in seiner Dramaserie Strathblair mit einem noch völlig unbekannten Jungschauspieler besetzt: David Tennant, dessen Universitätsabschluss von der RSAMD zu diesem Zeitpunkt erst wenige Monate zurücklag, hinterließ trotz seines nur kurzen Auftrittes einen bleibenden Eindruck bei Blair. Der Regisseur überzeugte die Casterin schließlich, den 21-Jährigen zum Vorsprechen in Glasgow einzuladen. Es gab zu diesem Zeitpunkt kein Budget, um neben Regisseur, Produzent und Casting-Director auch die Autorin Franceschild für das Vorsprechen nach Schottland reisen zu lassen, daher arrangierte Blair für sie eine Videoaufzeichnung des Vorsprechens (damals noch absolut unüblich). Dieses Archivmaterial wurde 2008 als Bonusmaterial auf der DVD-Version der Miniserie erstmals veröffentlicht. Tennant hatte für das Bewerbungsgespräch zwei Szenen aus Episode 2 vorzubereiten, außerdem wurde ihm vor Ort eine zuvor unbekannte Szene aus Episode 3 vorgelegt, die er spontan darzubieten hatte. Anders als heute üblich wurde von Bewerbern damals nicht erwartet, die Szenen auswendig und vollständig inszeniert zu spielen. Der begeisterte junge Schauspieler tat dies unaufgefordert, alle vier Verantwortlichen waren von seiner Darstellung umgehend überzeugt. Tennants Entscheidungen während des Vorsprechens wurden vom Regisseur für den späteren Dreh mit nur geringfügigen Abwandlungen übernommen.
Im Audiokommentar zur zweiten Folge wird Blair von Tennant als „Lebensretter“ bezeichnet: Einerseits habe ihn Strathblair (und darauf folgende Rollen) schon recht kurz nach seinem Abschluss von den im Studium aufgenommenen Schulden befreit. Andererseits habe ihm die Hauptrolle in Takin’ Over the Asylum die Türen zu all seinen späteren Rollen geöffnet. Noch im gleichen Jahr erhielt er die ersten Theaterrollen in England, 1995 folgte der erste Auftritt mit dem Royal National Theatre, 1996 erhielt er sein erstes festes Engagement mit der Royal Shakespeare Company und hatte seither nie wieder Schwierigkeiten bei der Arbeitssuche in Theater und Film/Fernsehen, wiederholt wurde ihm bei großen Rollenangeboten als Grund explizit seine Darbietung in Takin’ Over the Asylum genannt. Die Zusammenarbeit mit Stott bezeichnete er außerdem als große Bereicherung, der erfahrene Schauspieler habe ihm beim Dreh und in den Pausen ganz nebenbei viele entscheidende Hinweise zur Theater- und Filmindustrie sowie der Schauspielkunst selbst mitgegeben.
Sowohl Ken Stott als auch Angus Macfadyen gingen kurz nach der erfolgreichen Ausstrahlung von Takin’ Over the Asylum für mehrere Jahre und diverse Film- und Fernsehprojekte nach Hollywood. Macfadyen ließ sich dort nieder und arbeitet seither hauptsächlich in den Vereinigten Staaten, Stott kehrt regelmäßig für Theater- und Filmrollen nach Großbritannien zurück und wurde für seine Darbietungen bereits mit zwei BAFTAs und dem Laurence Olivier Award ausgezeichnet.

### Ausstrahlung und Veröffentlichung
Die Miniserie wurde – in sechs Teilen à ca. 50 Minuten – erstmals zwischen dem 27. September und dem 1. November 1994 auf BBC Two (öffentlich-rechtlicher Sender, vgl. ZDF) gezeigt. Auch in anderen englischsprachigen Ländern, darunter Kanada und Australien, wurde die Miniserie ausgestrahlt.
Ab August 2008 wurde eine Wiederholung der Miniserie auf BBC Four ausgestrahlt. Dies erfolgte in Doppelfolgen an drei aufeinanderfolgenden Samstagabenden. Die BBC reagierte damit auf die explosionsartig gestiegene Nachfrage nach Hauptdarsteller Tennant nach dessen großem internationalen Durchbruch mit Doctor Who.
Am 9. Juni 2008 veröffentlichte die BBC die vollständige Miniserie über ihren Vertrieb 2|entertain auf zwei DVDs. Diese sind ausschließlich als RC-2-DVDs erhältlich und damit europaweit sowie in Südafrika, Grönland und dem Nahen Osten abspielbar.
Zwar wurde in den 1990er-Jahren keinerlei Making-of- oder anderes Material hinter den Kulissen gedreht, wie es seither auch bei Fernsehproduktionen üblich geworden ist. Dafür fanden sich für die DVD-Veröffentlichung die Autorin Donna Franceshild und die Hauptdarsteller David Tennant (Campbell) und Katy Murphy (Francine) im März 2008 noch einmal im Tonstudio zusammen und nahmen rückblickend einen Audiokommentar zur zweiten und fünften Episode auf. Regisseur David Blair wurde ebenfalls angefragt, konnte den gemeinsamen Aufnahmetermin aber nicht mit seinen derzeitigen Drehverpflichtungen vereinbaren. Tennant beginnt den Audiokommentar in der Tradition seines derzeitigen Hauptarbeitgebers Russell T Davies (Doctor Who, Casanova) mit den Worten „Hello, faithful viewer!“ (Hallo, treuer Zuschauer!) und einer Vorstellungsrunde und spricht auch im späteren Verlauf wiederholt die Zuschauerschaft direkt an (beispielsweise, um im Gespräch verwendetes Fachvokabular aus der Filmindustrie kurz zu erklären).
Neben der Originalserie enthalten die DVDs als Bonusmaterial außerdem zuvor unveröffentlichte Videoaufzeichnungen des Vorsprechens von David Tennant, der im Bewerbungsprozess zwei unterschiedliche Szenen vorbereiten und eine weitere spontan darbieten musste. Die erste Szene zeigt Campbell beim ersten Besuch seines Vaters in der Klinik, sein Vater klärt ihn darüber auf, dass er wohl bald entlassen werden könne, dann allerdings nach Perth ziehen müsse. Campbell reagiert auf den ersten Teil äußerst enthusiastisch, auf das Folgende dagegen mit herber Enttäuschung. Die zweite Szene zeigt den über seine ersten professionellen Kopfhörer überglücklichen Campbell, der beim nächsten Besuch seines Vaters mit dessen ernüchternden Fragen nach Berufs- und Lebensperspektiven konfrontiert wird. Die Androhung, seinen Sohn bei mangelndem Gehorsam zwangseinweisen zu lassen, löst bei dem Jungen Entsetzen, Angst und Trauer aus. Die dritte, zu improvisierende Szene ist ebenfalls der zweiten Folge entnommen. Um einer baldigen Entlassung aus der Klinik und dem Umzug nach Perth vorzubeugen, schließt sich Campbell hier im Senderaum des Krankenhausfunks ein und mimt einen manischen Anfall: Immer schneller springt er durch die Lieder und Moderationsideen für seine Radioshow und scheint letztlich kurz davor, aus dem Fenster zu springen, bevor das Klinikpersonal die Tür aufbrechen und einschreiten kann.

## Handlung
| Nr. (ges.) | Nr. (St.) | Originaltitel                    | Erstausstrahlung UK |
| --- | --------- | -------------------------------- | ------------------- |
| 1 | 1         | Hey Jude                         | 27. Sep. 1994       |
| Der frustrierte Handelsvertreter (für Isolierfensterglas von Twinview Windows Glasgow) Eddie flieht wortwörtlich vor seinen unentschlossenen Kunden, den Wyatts, um sich zu Hause (eine kleine Hochhauswohnung, die er mit seiner litauischen Großmutter teilt) umzuziehen und gerade noch rechtzeitig zum Sendebeginn seines Zweitjobs beim lokalen Krankenhausradiosender zu erscheinen. Dort wird sein Chef von zwei jungen Konkurrenten unter Druck gesetzt, sich von Eddie zu trennen. Aus schlechtem Gewissen heraus vermittelt er ihm einen neuen Job als Station Manager (Senderleiter) des Klinikradiosenders im St Judes Hospital, einer geschlossenen psychiatrischen Einrichtung außerhalb Glasgows. Eddies alter ockerfarbener Austin Allegro ist ein auffallender Farbklecks auf dem Klinikparkplatz und den verregneten Straßen der Großstadt. In der Klinik (englisch auch: asylum) lernt er als erstes den furchteinflößenden Pfleger Stuart kennen, dann wird er von Campbell Bain in Empfang genommen, der ihm das völlig heruntergekommene Tonstudio des schon lange aufgegebenen Kliniksenders zeigt. Seine nächste Bekanntschaft ist Stationsschwester Isabel, die zu Eddies Überraschung Campbell als Patienten offenbart und ihn auf die Schwesternstation schickt. Anschließend besorgt sie Eddie den Studioschlüssel und führt ihn durch die Klinik. Auf ihrem Weg begegnen sie auch den Patientinnen Rosalie, die gerade mit dem intensiven Putzen der Kliniktüren beschäftigt ist, und „Nana“, die scheinbar verwirrt und laut rufend und singend durch die Gänge wandert. Ständig wiederholt sie das Wort „Kamolindeya“. Nana, die kein Wort Englisch spricht oder versteht, teilt zumindest Eddies Vorlieben für harten Alkohol und Musik und leistet ihm im Studio Gesellschaft. Über Kopfhörer lässt er sie Hey Jude hören, bevor er entsetzt beobachtet, wie die Patientin Francine vom Pflegepersonal durch die Flure der Klinik gejagt und anschließend sediert wird. Tags darauf wird Eddie von seinem überheblichen, äußerst schrägen und arbeitssüchtigen Chef Griffin in dessen Büro beordert. Die Wyatts haben eine öffentliche Beschwerde eingereicht, worüber Mr Griffin natürlich nicht glücklich ist. Am Abend meldet sich Eddie erstmals über das St Jude’s Hospital Radio zu Wort, wo er sich als „Ready Eddie McKenna“ vorstellt und die Sendezeiten (dienstags, donnerstags und samstags jeweils von 19:00 bis 21:00 Uhr) verkündet. Die Patienten (mit Ausnahme von Nana und Campbell) sind damit absolut nicht einverstanden, denn die Zeiten überschneiden sich, wie Campbell Eddie aufklärt, mit dem beliebten Fernsehprogramm (Emmerdale, dann EastEnders und anschließend The Bill), welches für die Patienten des St Judes ganz besondere Priorität hat. Beim Einsammeln der Flyer trifft er auf die bitterlich weinende Francine und auf Campbell, der neuerdings versucht, sich das Gitarrespielen beizubringen, und Eddie zum Bleiben überredet. Gemeinsam beobachten sie, wie ein weiterer Patient, Fergus, über die Außenmauer aus der Klinik ausbricht, was offenbar aus Langeweile häufiger vorkommt und niemanden beunruhigt. Campbell möchte Eddie bei der Einrichtung des Radiosenders helfen und überlegt sich mögliche Titelmelodien und Methoden zur Erweiterung der Zuhörerschaft. Eddie fällt auf, dass Nana eine Wundertätige Medaille um den Hals trägt. Diese Form der Marienverehrung kennzeichnet sie höchstwahrscheinlich als strenggläubige und vermutlich osteuropäische Katholikin und spricht gegen die Theorie der Psychiater, sie spräche in Zungen. Campbell und Eddie planen eine Wunschmusiksendung, um die Patienten stärker zu integrieren, doch die Plattenauswahl im Studio beschränkt sich auf Musik von vor 1975, weswegen die meisten vorgebrachten Wünsche abgelehnt werden müssen. Nana zeigt Eddie alte Fotos, doch ihre Lebensgeschichte bleibt weiter unergründlich. Bis zum folgenden Tag haben Rosalie und Campbell das Studio geputzt und aufgeräumt, alle Platten sind sortiert und katalogisiert. Auf dem Heimweg trifft Eddie im Treppenhaus auf Francine, die einen gesunden Eindruck macht, bis sie sich ihre Zigarette unvermittelt am eigenen Unterarm ausdrückt, weil sie „keinen Aschenbecher finden konnte“. Im Plattenladen kauft Eddie schnellstmöglich ihren Liedwunsch, den Beatles-Hit Help!. Der technisch versierte Fergus hat nicht nur den Fernseher lahmgelegt (was die Patienten vom Radiohören überzeugt), sondern repariert auch im Handumdrehen das kaputte Mischpult. Eddie macht sich mit der Plattensammlung vertraut und entdeckt die Kompilation The Around the World series, volume 16. Music from the Baltics, worauf ihm der Titel Kamolindeja (dt. Der Garn-Tanz) ins Auge fällt. Er eilt nach Hause und fragt seine Großmutter nach der Bedeutung, diese kann das Wort zwar nicht übersetzen, es aber als lettisch einordnen. Eddie und Isabel organisieren umgehend eine Übersetzerin und können sich erstmals mit Nana verständigen. Schon am Folgetag wird sie entlassen, was leider zur Folge hat, dass Eddie die alte Frau nachts darauf obdachlos in der Glasgower Gosse entdeckt. Seinen Hauptberuf führt Eddie nur aus, um seine Rechnungen bezahlen zu können. Als er die Wyatts noch einmal mit den vorbereiteten Verträgen besucht, haben die sich bereits für ein Konkurrenzunternehmen entschieden. |           |                                  |                     |
| 2 | 2         | Fly Like an Eagle                | 4. Okt. 1994        |
| Eddie verlässt vorzeitig ein sektenartiges Motivationsseminar seines Hauptarbeitgebers Twinview, um zum St Judes zu fahren. Auf Nachfrage hin lügt er, er müsse zu einem Kundentermin. Auf dem Klinikparkplatz trifft er auf eine streunende trächtige Katze, die offenbar etwas für sein Auto übrig hat. Im Tonstudio finden sich nun neben Eddie auch Campbell, Fergus (der an den Einzelteilen für ein besseres Mischpult werkelt) und Rosalie (die weiterhin alles sauber und ordentlich hält) ein. Sie erhalten Besuch von der Verwaltungssekretärin der Klinik, die von der Idee, den Radiosender mithilfe der Patienten zu betreiben (und die Elektrogeräte von Fergus reparieren zu lassen) alles andere als begeistert ist. Francine beobachtet vom Fenster aus die streunende Katze, der sie den Namen McTavish gibt. Francine hält sie für einen übergewichtigen Kater – als Eddie sie darüber aufklärt, dass es sich um eine trächtige Katze handelt, reagiert Francine unerwartet panisch und abweisend, was Eddie nicht einordnen kann. |           |                                  |                     |
| 3 | 3         | You Always Hurt the One You Love | 11. Okt. 1994       |
| Eddies Antrag auf finanzielle Unterstützung des Radiosenders wird von der Klinikverwaltung abgelehnt. Campbell, Francine, Rosalie und Fergus organisieren mit seiner Hilfe eine große Spendensammelaktion für den Tag der offenen Tür des St Jude’s Hospital im Rahmen der Mental Health Week. Sogar einen medienwirksamen Auftritt von Spike Milligan können sie arrangieren und erhalten so die ersehnte Aufmerksamkeit der landesweiten Presse: In Daily Record, Evening Times und Herald schaffen sie es jeweils auf die Titelseite. Sie tragen 1.143,67 ₤ (GBP) zusammen und können davon das marode Studioequipment erneuern. In der Feierstimmung überwindet Rosalie erstmals ihre Zwangsgedanken und schüttelt Campbell ohne Schutzhandschuhe die Hand. Francine beschließt, sich ebenfalls als Discjockey zu versuchen. |           |                                  |                     |
| 4 | 4         | Fool on the Hill                 | 18. Okt. 1994       |
| Rosalie macht sich Sorgen über ihre baldige Entlassung, denn ihr Mann möchte sie nicht zu Hause haben, solange sie sich weigert, ihre Medikamente zu nehmen. Die Wartelisten für Sozialwohnungen sind zu lang, sodass sie möglicherweise übergangsweise unter äußerst unhygienischen Bedingungen in einer Wohngemeinschaft untergebracht werden muss. Fergus steht drei Wochen vor seiner Entlassung. Zuvor bittet ihn eine der Psychiaterinnen, an einer Langzeitstudie über den Zusammenhang zwischen Schizophrenie und Hochbegabung/ überdurchschnittlicher Intelligenz teilzunehmen. Nachdem Evelyn ihm deutlich zu verstehen gibt, dass sie den technischen Fähigkeiten eines Patienten nicht traut, abgeschlossenes Studium zum Elektroingenieur hin oder her, sieht er seiner beruflichen Zukunft erst recht skeptisch entgegen. Eddie bietet an, sich als ein hochrangiger ehemaliger Arbeitgeber auszugeben, um Ferguses dreijährige Lücke im Lebenslauf zu schließen und ihm sein für die Bewerbungen benötigtes Empfehlungsschreiben mitgeben zu können. Dafür gibt er sich als „Glasgow Area Manager of Twinview Windows“ aus, was ihn seinen Job kosten könnte. Eddies Großmutter beschließt, ihren Lebensabend in ihrer Heimat Litauen zu verbringen (woher sie noch vor 1945 floh) und braucht von Eddie 3000 Pfund für Reise und Einrichtung. Griffin hat durch MacAteer und die Zeitungsartikel von Eddies Zweitjob erfahren und ist alles andere als begeistert. Er stellt seinem Verkäufer ein Ultimatum. Campbell befolgt Eddies Rat und schreibt verschiedene lokale Radiosender auf der Suche nach Jobs an. Tatsächlich werden beide von Radio Scotland zu einem Interview eingeladen. Der überenthusiastische Campbell und der vom Leben frustrierte Eddie haben stark unterschiedliche Erwartungen an ihre Karrierechancen und nehmen auch Atmosphäre und Ausgang des Interviews sehr verschieden wahr. Campbell lässt sich nicht unterkriegen und schafft es schließlich durch einige kleine Lügen, einen Probetermin für einen möglichen DJ-Job bei Radio Scotland zu ergattern („It’s no’ lyin’. Sometimes ye just have ta look somebody in the eye and tell the truth that should be instead’a the truth that is“). Eddie beschließt, diese Lebensweisheit auch zu praktizieren und lügt seinen Chef bzgl. des Ultimatums an. Griffin zeigt sich erfreut über die scheinbare Entscheidung, den Radiojob aufzugeben. Francine verbringt ihren Ausgangstag mit Eddie in der Stadt. Fergus erhält den ersehnten Job als Systemanalytiker dank Eddies Empfehlungsschreiben, die Anfrage einer medizinischen Diagnose durch seinen Hausarzt macht ihm dann allerdings einen Strich durch die Rechnung. Stattdessen übernimmt ihn die Psychiaterin als Langzeitpatienten. Sie klärt ihn darüber auf, dass seine Schizophrenie in absehbarer Zeit nicht abnehmen oder verschwinden wird. Der am Boden zerstörte Fergus repariert das Mischpult des Radiosenders, bevor er sich durch einen Sprung vom Klinikturm das Leben nimmt. Francine akzeptiert zum ersten Mal, dass McTavish weiblich und schwanger ist. |           |                                  |                     |
| 5 | 5         | Rainy Night in Georgia           | 25. Okt. 1994       |
| Nach der Beerdigung ist die Stimmung auf dem Tiefpunkt, Campbell betrinkt sich zum ersten Mal und lässt seiner Wut noch auf dem Friedhof freien Lauf. Francine und Eddie kommen sich näher, sie bittet Eddie, das Trinken aufzugeben. Eddie steht kurz davor, seine Whiskyflasche im Waschbecken zu leeren, kann sich aber nicht überwinden. Seine Großmutter beginnt, ihre Emigrationspläne in die Tat umzusetzen. Sie stellt ihm ein Ultimatum, bis zum kommenden Mittwoch eine Frau zu finden und zum Abschiedsfest im Lithuanian Club of Scotland mitzubringen. Er bittet Francine, die umgehend zusagt. Auf der Feier geben sie sich als Verlobte aus, sie verbringen einen fantastischen Abend zusammen. John MacAteer, Eddies intriganter Konkurrent bei Twinview Windows, greift zu immer drastischeren Mitteln, um Eddie auszustechen und bei Griffin Lieb Kind zu machen. McTavish, eine trächtige streunende Katze, zu der Francine über Wochen hinweg eine Beziehung aufgebaut hat, flieht kurz nach der Geburt ihrer Jungen vor zwei brandstiftenden Jugendlichen. Eddie kann sie rechtzeitig verscheuchen und das Feuer löschen, doch Francine erleidet einen Nervenzusammenbruch und in einem Flashback tritt ihre Angst vor „Uncle Frank“ wieder hervor – ein Bekannter der Familie, der sie als neunjährige wiederholt vergewaltigte. Ihr Vater schenkte ihr keinen Glauben, als sie mit 15 Jahren mit ihrem Sohn Jamie schwanger wurde, bezeichnete er sie als Hure. Sie gab ihren Sohn weg, um ihn zu beschützen. BBC Radio Scotland waren sehr zufrieden mit dem Testlauf und bieten Eddie eine Stelle als Urlaubsvertretung für verschiedene festangestellte Radiomoderatoren an, bezüglich Campbell herrscht jedoch Uneinigkeit im BBC-Verwaltungsrat aufgrund seiner Erkrankung. Eddie stellt in aller Deutlichkeit klar, er halte Campbell für den talentierteren DJ und werde die ersehnte Stelle nicht ohne ihn antreten. Kurz darauf erhalten beide die Einladung, gemeinsam eine Vertretung zu übernehmen, die Darbietung wird ein voller Erfolg. Zwischen Francine und Eddie kommt es zum ersten Kuss. Stuart entdeckt die von Francine aufgenommenen und versteckten Kätzchen und ruft den Tierschutzbund. Als der S.S.P.C.A.-Beamte die Tiere abholt, erleidet sie einen erneuten Zusammenbruch. Eddie muss alles hilflos mit ansehen und greift am Abend doch wieder zur Flasche. |           |                                  |                     |
| 6 | 6         | Let it Be                        | 1. Nov. 1994        |
| Eddie befindet sich in einer Abwärtsspirale. Er muss zusehen, wie Francine sich immer mehr zurückzieht, Griffin und MacAteer machen ihm das Arbeitsleben zur Hölle und er ist sich nicht sicher, ob auf die Urlaubsvertretung bei BBC Radio Scotland ein weiterer Job folgen wird. Evelyn teilt ihm mit, dass das Tonstudio aus Platz- und Geldmangel schon in der folgenden Woche zu einem weiteren Behandlungszimmer umgebaut werden soll. Als sie erfährt, dass die Kätzchen nach drei Tagen im Tierheim gestorben sind, versucht Francine erneut, sich das Leben zu nehmen. Sie bleibt vorerst unter Beobachtung im Krankenhaus, der behandelnde Arzt rät Eddie dringend, sich zu seinem eigenen Schutz nicht noch stärker auf sie einzulassen. Rosalie kann endlich von ihrem dreckigen Übergangszimmer im Bed & Breakfast in ihr neues Zuhause ziehen, das sogenannte Hillcrest-Anwesen. Das von der Gesundheitsbehörde gestellte Wohnheim wird von der Nachbarschaft äußerst kritisch beäugt, in lokalen Läden werden die Bewohner nicht bedient. Doch Rosalie ist derart begeistert von der Einrichtung des Hauses, dass ihr Optimismus durch den Gegenwind nicht einzudämmen ist. Rosalie und Campbell beschließen, den Krankenhausfunk um jeden Preis zu retten. Eddie ist an seinem persönlichen Tiefpunkt angelangt, als er eine Essenseinladung von Paula im Namen von Radio Scotland erhält. Die teilt ihm mit, es gebe einen festen, dauerhaften Job, dieser sei allerdings als Soloshow geplant und werde an Campbell gehen. Eddie überwindet seine Enttäuschung und verspricht, Campbell zum Annehmen des großartigen Angebots zu überzeugen. Grandma macht sich auf den Weg nach Litauen und hat für Eddie zum Abschied einige ermunternde Worte übrig. Gestärkt macht sich Eddie auf den Weg zur Klinik, besucht Francine und unterstützt Campbell und Rosalie bei ihrem verzweifelten Boykott der geplanten Räumung, bis die Polizei einschreitet. Zwei anwesende Reporter sorgen dafür, dass die gescheiterte Rettungsaktion tags darauf in der Zeitung erscheint, wovon Griffin (durch MacAteer) Wind bekommt und Eddie umgehend feuert. Eddies Sorgen sind verflogen, in seiner Erleichterung und spontanen Freude über die Kündigung küsst er den verdutzten MacAteer zum Dank und zum Abschied und trifft sich im Park mit Francine, die beiden finden auch emotional wieder zueinander. Sie erzählt ihm, warum ihr das Überleben der Katzenbabys derart am Herzen lag. Eddie gesteht sich selbst und ihr erstmals wirklich sein Alkoholproblem ein. |           |                                  |                     |

## Besetzung
Hier werden die beteiligten Darsteller aufgeführt, die im Abspann einer oder mehrerer Folgen der Miniserie namentlich genannt werden.
| Darsteller      | Rolle            | Rolleninfo                                                                                        | Folgen  |
| --------------- | ---------------- | ------------------------------------------------------------------------------------------------- | ------- |
| Ken Stott       | Eddie McKenna    | Isolierglasvertreter und aufstrebender Amateur-DJ; verliebt sich in Francine                      | 6: 1–6  |
| David Tennant   | Campbell Bain    | Klinik: Patient; Diagnose BAP; talentierter Radiomoderator                                        | 6: 1–6  |
| Katy Murphy     | Francine Boyle   | Klinik: Patient; Diagnose MDD; verliebt sich in Eddie                                             | 6: 1–6  |
| Ruth McCabe     | Rosalie          | Klinik: Patient; Diagnose OCD; verlor ihr Kind an Leukämie und ihre Ehe aufgrund ihrer Erkrankung | 6: 1–6  |
| Angus MacFadyen | Fergus MacKinnon | Klinik: Patient; Diagnose Schizophrenie; hochintelligenter Elektroingenieur                       | 4: 1–4† |

| Darsteller         | Rolle               | Rolleninfo | Folgen     |
| ------------------ | ------------------- | --- | ---------- |
| Elizabeth Spriggs  | Grandma             | Eddies Großmutter, floh im Zweiten Weltkrieg aus Litauen nach Großbritannien                                                                                             | 6: 1–6     |
| Angela Bruce       | Isabel              | Klinikpersonal: Stationsschwester | 6: 1–6     |
| Kenneth Bryans     | Stuart              | Klinik: Pfleger, selbsternannter Sicherheitsbeauftragter | 6: 1–6     |
| Matthew Costello   | Alastair            | Klinik: Patient | 6: 1–6     |
| Derek Anders       | Billy               | Klinik: Patient | 6: 1–6     |
| Gavin Mitchell     | Hector              | Klinik: Patient | 6: 1–6     |
| Molly Innes        | Margaret            | Klinik: Patientin | 6: 1–6     |
| Nell Brennan       | Sheila              | Klinik: Patientin | 6: 1–6     |
| Sandra Voe         | Evelyn              | Klinik: Verwaltungsassistentin | 4: 2–4,6   |
| Roy Hanlon         | Gordon Griffin      | Twinview-Fensterhandel: Eddies Chef | 6: 1–6     |
| Neil McKinven      | John MacAteer       | Twinview-Fensterhandel: Eddies Kollege und intriganter Konkurrent | 5: 2–6     |
| Ronnie McCann      | Lavery              | Twinview-Fensterhandel: Eddies Kollege | 4: 2–5     |
| Paul Blair         | Webster             | Twinview-Fensterhandel: Eddies Kollege | 4: 2–5     |
| Caroline Paterson  | Jane                | Twinview-Fensterhandel: Eddies Kollegin | 5: 1–3,5,6 |
| Arabella Weir      | Paula Kinghorn      | BBC Radio Scotland: Leitende Produzentin der Unterhaltungsabteilung | 3: 4–6     |
| Hilary Neville     | Rezeptionistin      | BBC Radio Scotland | 2: 4,5     |
| Fiona Kane         | Krankenschwester    | Klinik: Pflegerin | 2: 1,6     |
| Jake D’Arcy        | Electrician         | Klinik: Elektriker, soll Mischpult anbringen | 2: 5,6     |
| Mary Macleod       | Nana                | Klinik: Patientin durch ein Missverständnis (sprach lettisch, nicht „in Zungen“), wird nach der Entlassung obdachlos                                                     | 1: 1       |
| Inta Ozols         | Übersetzerin        | Klinik: Beraterin, kann erstmals mit Nana kommunizieren und das Missverständnis um ihren Zustand aufklären                                                               | 1: 1       |
| Ron Donachie       | Petrie              | | 1: 1       |
| Ashley Jensen      | Kathleen            | | 1: 1       |
| Gary Grochla       | Techniker           | | 1: 1       |
| June Watson        | Mrs Wyatt           | Twinview-Fensterhandel: Eddies schwierige erste Kunden als Vertreter | 1: 1       |
| Michael Sheard     | Mr Wyatt            | Twinview-Fensterhandel: Eddies schwierige erste Kunden als Vertreter | 1: 1       |
| Liz Smith          | Harriet             | Twinview-Fensterhandel: zudringliche ältere Dame, später Eddies beste Kundin                                                                                             | 1: 2       |
| James Grant        | Campbells Vater     | Im Grunde liebevoller aber vom Leben gezeichneter Vater, der die Krankheit und die Träume seines Kindes nicht versteht                                                   | 1: 2       |
| Lou Hirsch         | US Consultant       | US-amerikanischer Fachberater | 1: 2       |
| Gayanne Potter     | Catriona            | | 1: 2       |
| Patricia Ross      | Frau mit Baby       | Twinview-Fensterhandel: Kundin | 1: 2       |
| Sedhar Chozam      | Ausländische Frau   | Twinview-Fensterhandel: Kundin | 1: 2       |
| James MacDonald    | Rentner             | Twinview-Fensterhandel: Kunde; Stimme durch Regisseur David Blair nachsynchronisiert                                                                                     | 1: 2       |
| Jon Morrison       | Jim                 | | 2: 3,6     |
| David Robb         | Dr Cairns           | Klinik: Psychiater | 1: 3       |
| Vivienne Dixon     | Lady Sarah Chalmers | Klinik: Schirmherrin der Stiftung | 1: 3       |
| Bill Barclay       | Krankenwärter       | Klinik: Pfleger | 1: 3       |
| Robert Ellison     | Fotograf            | | 1: 3       |
| Colin McCredie     | Fotograf            | | 1: 3       |
| Ian Cairns         | Police Constable    | Streifenpolizist in der Glasgower Einkaufsmeile an der Argyle Street | 1: 3       |
| Spike Milligan     | Spike Milligan      | Gastauftritt als er selbst | 1: 3       |
| Kika Markham       | Dr Hollis           | Klinik: Psychiaterin (Forschungsstudie) | 1: 4       |
| Alison Park        | Sekretärin          | Klinik: Büro von Dr Hollis | 1: 4       |
| Margery Withers    | Mrs Prackhauskas    | Grandmas Bekannte aus dem Lithuanian Club | 1: 5       |
| Ian Sexon          | Council Official    | Twinview-Fensterhandel: Gemeinderats-Funktionär und potentieller Kunde                                                                                                   | 1: 5       |
| Mark McConnachie   | Jungs               | Klinik: Jugendliche Brandstifter | 1: 5       |
| John Roberts       | Jungs               | Klinik: Jugendliche Brandstifter | 1: 5       |
| Sam Graham         | Arzt                | Klinik: Francines behandelnder Arzt | 1: 6       |
| Anne-Marie Timoney | Kundin              | Twinview-Fensterhandel: potenzielle Kundin, alleinerziehende Mutter am Existenzminimum, Eddie repariert schließlich kostenlos ihr Fenster, anstatt ihr neue zu verkaufen | 1: 6       |
| Martin McCardie    | Schreiner           | Klinik: Handwerker wird einberufen, um das Tonstudio für den Umbau zu vermessen                                                                                          | 1: 6       |
| Noreen Leighton    | Hillcrest-Nachbarin | Rosalies neue Nachbarin, sehr unzufrieden mit der Eröffnung des Hillcrest in der Nachbarschaft                                                                           | 1: 6       |
| Bruce McKenzie     | Evelyns Kollege     | Klinik: Eddie verscheucht den Herrn aus einem Arbeitsgespräch, um sich bei Evelyn über die Handwerker zu beschweren                                                      | 1: 6       |

## Rezeption

### Rezensionen
„Superb, brilliantly filmed without being intrusive, writing that makes you chuckle and gulp in the same sentence, and tour de force performances.“

„Everything about this series is perfect – rich in character, it treads a delicate path between tragedy and comedy.“

„Funny, sad, thoughtful, well-written, beautifully played […]“

### Auszeichnungen
| Jahr | Auszeichnung                     | Kategorie                        | Ausgang  |
| ---- | -------------------------------- | -------------------------------- | -------- |
| 1995 | BAFTA Scotland                   | Beste Miniserie                  | Gewonnen |
| 1995 | BAFTA Scotland                   | Bester Drehbuchautor             | Gewonnen |
| 1995 | BAFTA TV                         | Beste Miniserie                  | Gewonnen |
| 1995 | BAFTA TV                         | Bester Schnitt                   | Gewonnen |
| 1995 | RTS Award                        | Bester Drehbuchautor             | Gewonnen |
| 1995 | Mental Health in the Media Award | Mental Health in the Media Award | Gewonnen |

## Bühnenadaption
| TV Bomb |

| Sternsymbol · Sternsymbol · Sternsymbol · Sternsymbol · Sternsymbol |

| The Public Reviews |

| Sternsymbol · Sternsymbol · Sternsymbol · Sternsymbol · Sternsymbol |

| The Times |

| Sternsymbol · Sternsymbol · Sternsymbol · Sternsymbol · Sternsymbol |

| The Telegraph |

| Sternsymbol · Sternsymbol · Sternsymbol · Sternsymbol · Sternsymbol |

| What’s On Stage |

| Sternsymbol · Sternsymbol · Sternsymbol · Sternsymbol · Sternsymbol |

| The Scotsman |

| Sternsymbol · Sternsymbol · Sternsymbol · Sternsymbol · Sternsymbol |

| List |

| Sternsymbol · Sternsymbol · Sternsymbol · Sternsymbol · Sternsymbol |

| The Herald |

| Sternsymbol · Sternsymbol · Sternsymbol · Sternsymbol · Sternsymbol |

20 Jahre nach der Erstausstrahlung der erfolgreichen Miniserie adaptierte Franceschild ihr eigenes Werk für die Bühne. Die Idee entstand, als Franceschild, Tennant und Murphy 2008 zur Aufnahme des Audiokommentars für die DVD-Version noch einmal zusammenkamen und feststellten, wie viel sich in den vergangenen 15 Jahren an der Lebenswelt der westlichen Zivilisation geändert hatte – und wie vieles (leider) nicht. An den Produktionskosten der Inszenierung beteiligte sich auch das Citizens Theatre in Glasgow, dessen Künstlerischer Leiter (Intendant) Mark Thomson übernahm auch die Regie. Dort fand am 14. Februar 2013 auch die Uraufführung statt, kurz darauf transferierte die Inszenierung ans Royal Lyceum Theatre in Edinburgh, wo das Stück am 13. März 2013 eröffnete. Am Tag der Uraufführung in Glasgow veröffentlichte Franceshild ihr Drama auch in Buchform.
Franceschild sagte über die Aktualität ihrer Adaption:

„Seit Takin’ Over the Asylum 1994 ausgestrahlt wurde, hat sich vieles geändert. Diese Theaterfassung spielt in einer Welt mit Mobiltelefonen, dem Internet und Zillionen von digitalen Fernsehsendern. Zwei Dinge haben sich allerdings nicht verändert: Die Soul-Musik der 60er-Jahre ist nach wie vor die Beste Pop-Musik aller Zeiten (das ist ein Fakt, keine Meinung!) –– und Menschen mit psychischen Erkrankungen werden nach wie vor stigmatisiert, am Arbeitsplatz diskriminiert, als ‚behinderte Junkies‘ beschimpft, ignoriert, gemieden, sogar körperlich misshandelt.“

### Theaterkritiken
Mehrere Rezensenten, darunter The Guardian und STV, stellten einen Bezug der Geschichte zum US-amerikanischen Spielfilm Einer flog über das Kuckucksnest her (STV: „not-to-be-missed […] A Scottish One Flew Over the Cuckoo’s Nest“).
Guardian-Rezensent Mark Fisher bezeichnete schrieb über das Drama außerdem: „Donna Franceschild’s bittersweet comedy, based on her own 1994 TV series, stands as a metaphor for authoritarian oppression […] Touchingly, it illustrates the fragility of the human psyche […] Behind Franceschild’s brash, confrontational jokes is a plea for understanding of the damage done by circumstance. [The production has been] blessed with a strong ensemble cast.“
In seiner Theaterbesprechung für The Telegraph ergänzte Mark Brown: „What is certain is that – in refashioning her screenplay as a contemporary, two-hour stage play – Franceschild has, while maintaining the comedy and humanity of the TV series, added a fascinating new dimension to her drama. […] Director Mark Thomson receives fine performances right across a diverse cast.“
What’s On Stage lobte besonders: „[G]reat writing, good music, a collection of fabulous characters facing unenviable challenges and a well structured story.“
The Scotsman schrieb: „[T]his magnificent ten-strong ensemble create a fine, irresistible piece of popular theatre, with a great, beating heart, wonderful tunes, and terrific jokes.“
Der Herald bezeichnete die Erzählung als „moving, funny and heart-breakingly pertinent“.
List stimmte dem zu: „[F]unny, moving, relevant […] a fantastic piece of old-school theatre.“
The Stage merkte an, es handele sich um „grand entertainment that downplays the more serious side of mental illness.“
TV Bomb lobte die Art und Weise, in welcher die Sendung „blurs the line between mentally ill […] and ‘sane’ […] to show that despite the labels given to us, ultimately we are all people.“
Der Sunday Herald schrieb, „[F]ans of the TV series will recognise the play’s careful balance between poignant pathos and pointed comedy.“
The Public Reviews urteilte „[T]his tightly written and sharply crafted play is funny, heart-breaking and genuinely inspiring in equal measure.“
The Times formulierte „There’s nothing preachy or sentimental about Franceschild’s script. The high entertainment value comes from its raft of visual gags […] and glibly funny lines.“

## Trivia
- Die Idee für Eddies klappriges Auto (als „my vintage Allegro“ auch im Drehbuch festgehalten) ist David Blairs altem orangefarbenen Austin Allegro nachempfunden. Blair verkaufte schließlich seinen Wagen an die BBC, das in der Serie verwendete Fahrzeug ist also identisch mit der Drehbuchvorlage.
- Spike Milligan KBE (1918–2002) hat in Teil 3 You Always Hurt the One You Love einen kurzen Gastauftritt als er selbst. In der Episode aktiviert Campbell eine lange Kette persönlicher Beziehungen und schafft es schließlich, den prominenten Iren für die Spendenaktion des Krankenhausradios zu gewinnen. Der Komiker, Schriftsteller, Musiker und Weltkriegs-Veteran (Lance Bombardier der British Army) wurde in den 1950er-Jahren insbesondere für die Goon Show bekannt, was ihm dauerhafte landesweite Bekanntheit sicherte und als Wegbereiter und Hauptinspiration für spätere Komikergruppen wie Monty Python gilt. 1999 wurde er in einer BBC-Umfrage zur „lustigsten Person der letzten 1000 Jahre“ gewählt. Milligan litt wie die Hauptfigur Campbell Zeit seines Lebens unter seiner bipolaren affiktiven Störung. Auf seinen Karrierehöhepunkt mit der Goon Show nehmen auch die fiktiven Zeitungsüberschriften in der Takin’-Over-the-Asylum-Folge Bezug:
  - „JUST A PAIR OF LOONIE GOONS! – Spike Milligan with Campbell Bain of St. Judes Hospital“
  - „EX-GOON SPIKE IS POOLS WINNER – Comedian joins in the fun to boost Hospital Radio Fund-raiser“
- Nach seinem Hochschulabschluss von der Mountview Academy of Theatre Arts in London begann Kenneth Stott (Eddie) seine Karriere mit einem Engagement der renommierten Royal Shakespeare Company. Einige Jahre später war sein Einkommen als Theaterschauspieler jedoch zeitweise so gering, dass er sich gleichzeitig als Vertreter für Mehrscheiben-Isolierglas verdingen musste, um seinen Lebensunterhalt zu verdienen. Dieser persönliche Hintergrund fand Eingang in seine Figur in Takin’ Over the Asylum.
- Um sich besser mit der Ausstattung eines Tonstudios zurechtzufinden, wurde David Tennant (Campbell) im Vorfeld der Dreharbeiten von BBC Radio eingeladen. Einen Tag lang konnte er sich mit professioneller Unterstützung mit der Radiotechnik vertraut machen, musste dann aber feststellen, dass das hochmoderne Equipment der größten britischen Radioanstalt kaum etwas mit dem kleinen und stark überholten Secondhand-Mischpult gemein hatte, das letztlich für die Serie gewählt wurde.